# حرم جامعي

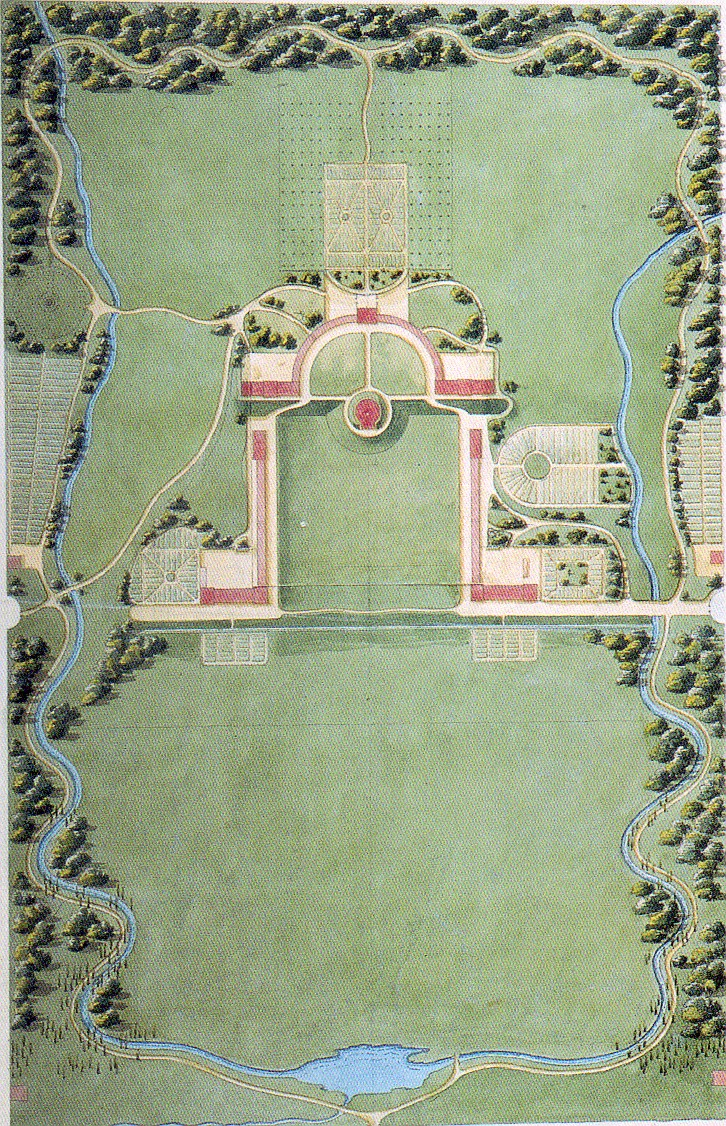
الخطة الأصلية التي وضعها جوزيف جاك راميه (Joseph Jacques Ramée) لـ كلية الاتحاد في سكنيكتادي، نيويورك، الذي يعد أول حرم جامعي مخطط له بشكل شامل في الولايات المتحدة

الحرم الجامعي (في دول المشرق) أو المركب الجامعي (في دول المغرب) المساحة التي أقيمت عليها الكلية أو الجامعة والمنشآت المؤسسية الأخرى المرتبطة بها. في الغالب، يتضمن الحرم الجامعي مكتبات وقاعات لـ المحاضرات ومساكن الطلبة وأماكن مخصصة لانتظار السيارات. في الوقت الحالي، يصف التعريف مجموعة المباني التي تنتمي إلى مؤسسة معينة، سواء كانت مؤسسة أكاديمية أو غير أكاديمية.
اشتق المصطلح (باللاتينية: campus) من معناه الأصلي «الميدان» واستخدمت لأول مرة لوصف ساحات إحدى الكليات في كلية نيو جيرسي (المعروفة الآن باسم جامعة برينستون) أثناء القرن الثامن عشر. واستخدمت بعض الكليات الأمريكية الأخرى مؤخرًا الكلمة لوصف الساحات الفردية في مؤسساتهم الخاصة، ولكن لم تصف الكلمة «الحرم الجامعي» حتى الآن كل ممتلكات ومنشآت الجامعة. قد يوجد في المدرسة مساحة مخصصة يطلق عليها حرم المدرسة، ويطلق عليها البعض الميدان ويطلق عليها البعض الآخر الفناء.
وقد اتسع المعنى ليشمل كل الممتلكات العقارية الخاصة بالمؤسسة أثناء القرن العشرين، بالإضافة إلى معناه القديم المستخدم حتى الخمسينيات من القرن العشرين في بعض الأماكن. وفي بعض الأحيان، يطلق على الأراضي التي تقع عليها مباني الشركة والمباني المحيطة اسم «حرم الشركة». يستخدم حرم شركة مايكروسوفت في ريدموند، واشنطن، إضافة إلى المستشفيات المصطلح لوصف المنطقة الجغرافية التي تقع فيها المؤسسات التابعة للشركة. يُطلق مصطلح «الحرم الجامعي» أيضًا على الجامعات الأوروبية، على الرغم من أن معظم هذه المؤسسات تتميز بامتلاكها لمبانٍ مستقلة في الأماكن الحضرية بدلاً من امتلاكها لساحات خضراء تشبه مواقف السيارات وتقع فيها المباني.